# Eosentomon alcirae
Eosentomon alcirae är en urinsektsart som beskrevs av Judith Najt och Vidal Sarmiento 1972. Eosentomon alcirae ingår i släktet Eosentomon och familjen trakétrevfotingar. Inga underarter finns listade i Catalogue of Life.